# Groppone

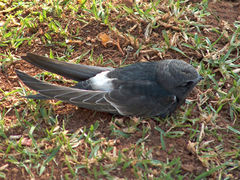
Rondone cafro con gropppone bianco

In ornitologia, il groppone è una parte anatomica descrittiva esterna degli uccelli, che corrisponde alla parte del dorso più vicina alla coda.
I disegni e i colori del groppone possono essere un indicatore della qualità dell'uccello, con colori brillanti correlati a condizioni fisiche, età, successo riproduttivo o qualità del territorio.
In ornitologia, il groppone può essere un tratto differenziale utilizzato nelle diagnosi, in particolare per quanto riguarda il dimorfismo sessuale.